# Klaus Scherhorn
Klaus Scherhorn (* 30. Juni 1927 in Hameln; † 31. März 2018 in Norden, Ostfriesland) war ein deutscher Unternehmer.

## Leben
Nach einem Studium der Wirtschaftswissenschaften war Klaus Scherhorn von 1973 bis 1985 Vorstand der Doornkaat AG in Norden. Neben seiner Tätigkeit für die Gesellschaft übernahm er verschiedene Funktionen in der Verbandsarbeit:
So war er von 1978 bis 1987 Vizepräsident der Deutschen Handelskammer in Österreich und von 1986 bis 1996 Vorsitzender des Bundesverbandes BKK. In den Beirat des Gerling Konzerns wurde er von 1980 bis 1994 berufen.
Privat engagierte sich Klaus Scherhorn von Mitte 1992 bis Mitte 2007 als Präsident für den Golfclub Norderney, dessen Ehrenpräsident er wurde. Er war auch Mitglied im Lions Club und 1973 Gründungspräsident des LC Norden-Nordsee. Von 1974 an war er ehrenamtlicher Richter am niedersächsischen Finanzgericht Hannover.
Zusammen mit seiner Frau Magrit hat Klaus Scherhorn zwei Kinder.